# داستان بازی دو
داستان بازی دِو (انگلیسی: Game Dev Story) یک بازی ویدئویی شبیه‌ساز تجارت تک‌نفره برای سکوهای ویندوز، آی‌اواس و اندروید می‌باشد که توسط کایرسافت توسعه و نشر پیدا کرده است. داستان بازی دو اولین بار در آوریل ۱۹۹۷ در ژاپن منتشر شده است.